# United States Army Materiel Command
Das United States Army Materiel Command (AMC, deutsch „Heereskommando für Ausrüstung“) ist eines von drei Heereskommandos auf Armeeebene und ein Major Command der US Army. Es ist verantwortlich für die Beschaffung, Bereitstellung, Bedarfsanalyse und Entwicklung sämtlicher konventioneller Waffen, Munition, Technik und Ausrüstungsgüter der Army und dient als zentrale Führungs- und Koordinationsstelle für sämtliche Fragen der logistischen Unterstützung innerhalb der Teilstreitkraft Heer.
Das Motto des Kommandos lautet America's Arsenal for the Brave (dt. „Amerikas Arsenal für die Mutigen“). Das Hauptquartier des AMC befindet sich in Redstone Arsenal in Alabama, wo es aufgestellt wurde, zwischenzeitlich befand sich der Sitz in Fort Belvoir im US-Bundesstaat Virginia.
Es ist ab 2019 geplant das United States Army Materiel Command zusammen mit dem United States Army Training and Doctrine Command (TRADOC), dem United States Army Forces Command (FORSCOM) und dem United States Army Test and Evaluation Command (ATEC) zu einem United States Army Futures Command (AFC) zu vereinen.

## Geschichte
Das AMC wurde am 8. Mai 1962 eingerichtet und übernahm seine Funktion zunächst als Haupteinsatzkommando des Heeres am 1. August desselben Jahres. Erster Kommandeur war Lieutenant General Frank S. Besson, Jr., der die Eingliederung der Forschungsabteilung des Department of the Army in das neue Kommando vollzog, welches ursprünglich die Einrichtung eines Materiel Development and Logistics Command (dt. „Materialentwicklungs- und Logistikkommandos“) angeregt hatte. Im Jahr 1964 wurde die Stelle des Kommandeurs auf eine Viersterne-General-Position angehoben und Besson somit in diesen Rang befördert.

## Organisation
Untergeordnete Kommandos (Major Subordinate Commands):
- US Army Aviation and Missile Life Cycle Management Command
- US Army Chemical Materials Agency
- US Army Communications-Electronics Life Cycle Management Command
- US Army Joint Munitions and Lethality Life Cycle Management Command
- US Army Joint Munitions Command
- US Army Research, Development and Engineering Command
- US Army Security Assistance Command
- US Army Sustainment Command
- US Army TACOM Life Cycle Management Command

## Liste der Kommandierenden Generale
| Nr.     | Name                               | Bild                      | Beginn der Berufung | Ende der Berufung  |
| ------- | ---------------------------------- | ------------------------- | ------------------- | ------------------ |
| 1       | General Frank S. Besson, Jr.       | Frank S. Besson, Jr.      | 2. April 1962       | 10. März 1969      |
| 2       | General Ferdinand J. Chesarek      | Ferdinand J. Chesarek     | 10. März 1969       | 1. November 1970   |
| 3       | General Henry A. Miley, Jr.        | Henry A. Miley, Jr.       | 1. November 1970    | 12. Februar 1975   |
| 4       | General John R. Deane, Jr.         | John R. Deane, Jr.        | 12. Februar 1975    | 1. Februar 1977    |
| Interim | Generalleutnant George Sammet, Jr. | George Sammet, Jr.        | 1. Februar 1977     | Mai 1977           |
| 5       | General John R. Guthrie            | John R. Guthrie           | Mai 1977            | August 1981        |
| 6       | General Donald R. Keith            | Donald R. Keith           | August 1981         | 29. Juni 1984      |
| 7       | General Richard H. Thompson        | Richard H. Thompson       | 29. Juni 1984       | 13. April 1987     |
| 8       | General Louis C. Wagner Jr.        | Louis C. Wagner, Jr.      | 13. April 1987      | 27. September 1989 |
| 9       | General William G. T. Tuttle, Jr.  | William G. T. Tuttle, Jr. | 27. September 1989  | 31. Januar 1992    |
| 10      | General Jimmy D. Ross              | Jimmy D. Ross             | 31. Januar 1992     | 11. Februar 1994   |
| 11      | General Leon E. Salomon            | Leon E. Salomon           | 11. Februar 1994    | 27. März 1996      |
| 12      | General Johnnie E. Wilson          | Johnnie E. Wilson         | 27. März 1996       | 14. Mai 1999       |
| 13      | General John G. Coburn             | John G. Coburn            | 14. Mai 1999        | 30. Oktober 2001   |
| 14      | General Paul J. Kern               | Paul J. Kern              | 30. Oktober 2001    | 5. November 2004   |
| 15      | General Benjamin S. Griffin        | Benjamin S. Griffin       | 5. November 2004    | 14. November 2008  |
| 16      | General Ann E. Dunwoody            | Ann E. Dunwoody           | 14. November 2008   | 7. August 2012     |
| 17      | General Dennis L. Via              | Dennis L. Via             | 7. August 2012      | 30. September 2016 |
| 18      | General Gustave F. Perna           | Gustave F. Perna          | 30. September 2016  | 2. Juli 2020       |
| 19      | General Edward M. Daly             | Edward M. Daly            | 2. Juli 2020        | 16. März 2023      |
| 20      | General Charles R. Hamilton        | Charles Hamilton          | 16. März 2023       | 22. März 2024      |
| Interim | Generalleutnant Christopher Mohan  | Christopher Mohan         | 22. März 2024       |                    |

## Verweise